# Nullarborkwartellijster
De Nullarborkwartellijster (Cinclosoma alisteri) is een zangvogel uit de familie Cinclosomatidae. De Australische ornitholoog Gregory Mathews heeft deze vogel in 1910 geldig beschreven en genoemd naar zijn zoon Alister.

## Verspreiding en leefgebied
Deze soort is endemisch in Australië en komt voor op de Nullarborvlakte in zuidoostelijk West-Australië en zuidwestelijk Zuid-Australië.

## Status
De grootte van de populatie is niet gekwantificeerd maar de soort wordt omschreven als schaars. Op de Rode lijst van de IUCN heeft deze soort de status niet bedreigd.